# Bogdan III el Tuerto
Bogdan III, apodado el Tuerto o el Ciego (en rumano: Chiorul o cel Orb; 9 de marzo de 1479-20 de abril de 1517), fue príncipe de Moldavia de 1504 a 1517. La monarquía era electiva en los principados rumanos (como en las vecinas Hungría y Polonia): el príncipe (vaivoda, hospodar o domnitor, según las épocas y las fuentes) era un boyardo elegido por sus pares y, para ser nombrado, poder reinar y conservar el poder se apoyaba frecuentemente en las potencias vecinas, Hungría, Polonia o el  Imperio otomano.

## Origen familiar
Era hijo y sucesor de Esteban III de Moldavia, y fue bautizado al nacer (9 de marzo de 1479) con el nombre de Vlad, pero a la muerte de su medio hermano mayor Bogdan en julio del mismo año, le dieron el nombre de este. Fue entronizado el 2 de julio del 1504.

## Reinado
Siguiendo los consejos de su padre, firmó la paz con los otomanos y envió al logoteta Tăut a Constantinopla para llevar al sultán un tributo de diez bolsas de oro. Al mismo tiempo, mandó embajadores también al rey de Polonia para pedirle la mano de su hermana Isabel Jagellón y ofrecerle la devolución de dos ciudades ocupadas por su padre en Pocutia. La respuesta del rey polaco fue dilatoria y una segunda embajada tampoco logró su objetivo. Bogdan III, para presionar al soberano polaco, saqueó Pocutia y rechazó al ejército polaco enviado para castigarlo por la incursión. La campaña dio fruto: la tercera embajada moldava que acudió ante el rey Alejandro I Jagellón pudo rubricar un contrato de matrimonio en Lublin el 16 de febrero de 1516. Sin embargo, el proyecto quedó desbaratado por el fallecimiento de Alejandro y la oposición de su hermano y sucesor Segismundo I Jagellón el Viejo, que dejó sin aplicar la alianza matrimonial. 
Bogdan III se enfrentó en 1507 al príncipe de Valaquia, Radu IV de Valaquia, que sospechaba protegía a un boyardo fugitivo. El año siguiente, organizó una nueva expedición contra Polonia y saqueó Galitzia hasta Leópolis; firmó la paz con los polacos el 22 de enero de 1510 (Tratado de Kamianets-Podilskyi), después de que estos hubiesen asediado y expugnado finalmente la fortaleza de Jotín el año anterior. Esta paz era muy necesaria para Moldavia puesto que entre 1510 y 1513 se multiplicaron las correrías tártaras de los ejércitos del Kanato de Crimea, que devastaron el país hasta Iași e hicieron copiosos cautivos que sometieron a esclavitud; consecuencia de esto fue el aumento del número de pueblos con habitantes moldavos en Transnistria, en el Yedisán. 
Frente a estas acometidas tártaras, Bogdan III trató de nuevo de estrechar lazos con Polonia, que también las sufría. Pero Polonia desconfiaba del Principado de Moldavia, que había dejado de ser su aliado en 1455 y con el que acababa de disputar una guerra. Por ello Bogdan tuvo finalmente que reconocer la autoridad de la «Sublime Puerta» y comprometerse a pagarle un tributo anual de cuatro mil piezas de oro.
Un agente de su hermano Pedro Rareș llegó al principado en febrero de 1514 al frente de un ejército reclutado en Hungría y que contaba sin duda con el apoyo de Polonia; fue vencido y ejecutado. Bogdan III murió el 20 de abril de 1517 y fue enterrado en el monasterio de Putna.

## Matrimonios y descendencia
Después de haberse comprometido el 16 de febrero de 1506 con Isabel Jagellón, la benjamina del rey Casimiro IV Jagellón de Polonia, desposó luego a Anastasia en 1510. Esta falleció el 12 de octubre de 1512, lo que permitió al príncipe casarse el 21 de julio de 1513 con Ruxandra Basarab, hija del príncipe de Valaquia, Mihnea cel Rău.
No tuvo descendencia legítima, pero sí varios hijos bastardos con Stanca (fallecida el 28 de enero de 1518). Estos fueron Ștefaniță Mușat o Ștefan IV cel Tânăr (Esteban IV el Joven), que le sucedió en el trono principesco moldavo, y Petru, muerto el 20 de septiembre de 1526. También tuvo un hijo natural con Anastasia de Lăpodidoșna:  Petru, también príncipe de Moldavia.